# Stazione di Berlino-Buch
La stazione di Berlino-Buch (in tedesco Berlin-Buch) è una stazione ferroviaria di Berlino, sita nel quartiere omonimo.

## Movimento
La stazione è servita dalla linea S 2 della S-Bahn.

## Interscambi
- Fermata autobus